# Паич-Дашич, Душан
Душан Паич-Дашич (серб. Душан Пајић-Дашић; 14 ноября 1912, Горни-Которац — февраль 1943, Дуге) — югославский крестьянин, партизан времён Народно-освободительной войны Югославии, Народный герой Югославии.

## Биография
Родился 14 ноября 1912 в селе Горни-Которац близ Сараево в крестьянской семье. Боснийский серб. До Второй мировой войны работал в поле и помогал лесорубам. С 1935 года контактировал с Коммунистической партией, в 1940 году стал кандидатом на принятие в партию, в апреле 1941 года был принят в КПЮ.
В партизанском движении с начала войны. Осенью 1941 года с Киевской партизанской ротой, которой командовал, Душан вступил в бой с усташами на дороге Сараево-Трново. В феврале 1942 года осаждал крепость усташей под Сараевом и отбил успешно контратаку неприятеля. Летом 1942 года с частями Калиновикского партизанского отряда вышел к свободной территории Прозора, вскоре возглавил Дуваньский батальон. Участвовал в первой битве за Ливно.
С начала 1943 года Душан командовал артиллерийской батареей 10-й герцеговинской бригады. Участвовал в битвах за Жепче и Прозор, после взятия Жепче 1-й батальон бригады пытался прорваться через долину реки Босны к Немилой и Врандуку, но натолкнулся на двойную линию обороны немцев, которую не преодолел. Два бомбаша из штурмового отряда были тяжело ранены, пытаясь уничтожить немецкий бункер. Батальон попытался обстрелять укрепления немцев (Душан лично ставил два орудия на расстоянии 400 метров), однако безуспешно. Паичу пришлось только вытащить раненых и отступить.
В разгар битвы на Неретве в ночь с 16 на 17 февраля 1943 Душан был ранен при атаке на итальянские позиции и отправлен в больницу в деревню Дуге, однако спустя несколько дней скончался от последствий ранения. Похоронен на горе Требевич в памятном парке Враца.
27 ноября 1953 Душану Паичу-Дашичу посмертно присвоено звание Народного героя Югославии.